# Резолюция 2623 на Съвета за сигурност на ООН
Резолюция 2623 на Съвета за сигурност на ООН призовава за единадесетата извънредна сесия на Общото събрание на ООН по темата за руската инвазия в Украйна през 2022 г. Албания и Съединените американски щати представят резолюцията пред Съвета за сигурност на ООН, който я приема на 27 февруари 2022 г. Русия гласува против, а Китай, Индия и Обединените арабски емирства се въздържат. Тъй като това е процедурно решение, нито един постоянен член не може да упражни правото си на вето.

## Основа
Резолюция 377 на Общото събрание на ООН, резолюцията „Обединяване за мир“, приета на 3 ноември 1950 г., гласи, че във всички случаи, когато Съветът за сигурност, поради липса на единодушие между петте му постоянни членове, не успее да действа според изискванията за поддържане на международния мир и сигурност, Общото събрание разглежда въпроса незабавно и може да издаде подходящи препоръки на членовете на ООН за колективни мерки, включително използването на въоръжена сила, когато е необходимо, с цел поддържане или възстановяване на международния мир и сигурност.
Резолюция 2623 е 13-ият път, когато резолюция „Обединение за мир“ се използва за свикване на спешна сесия на Общото събрание, включително 8-ото такова призоваване от Съвета за сигурност.

## Гласуване
Гласуването се провежда както в Генералния съвет, така и в Съвета за сигурност.

### Съвет за сигурност
На заседанието на Съвета за сигурност, което се провежда на 27 февруари 2022 г., присъстват 15 членове с право на глас. Единадесет членове одобряват, само един е против и три се въздържат.
| За (11) | Въздържали се (3)                            | Против (1) |
| --- | -------------------------------------------- | ---------- |
| - Албания - Бразилия - Франция - Габон - Гана - Ирландия - Кения - Мексико - Норвегия - Великобритания - САЩ | - Китай - Индия - Обединени арабски емирства | - Русия    |

Постоянните членове на Съвета за сигурност са показани с удебелен шрифт.
В резултат на това е свикана извънредната специална сесия, която се провежда на 28 февруари 2022 г.